# Larche (Corrèze)
 Larche  (en occitano L'Archa) es una comuna   y población de Francia, en la región de Nueva Aquitania (anteriormente del Lemosín), departamento de Corrèze, en el distrito de Brive-la-Gaillarde. Es la cabecera del cantón de su nombre, si bien Saint-Pantaléon-de-Larche y Cublac la superan en población.
Su población en el censo de 2008 era de 1664 habitantes. Forma parte de la aglomeración urbana de Brive-la-Gaillarde.
Se encuentra en la orilla sur del río Vézère, 6 km al oeste de la autopista A20 (salida 51) y a 11 de Brive, atravesada por la carretera N89. La estación de ferrocarril está al norte del río. La población está en el límite del departamento con Dordoña.
Está integrada en la Communauté de communes Vézère-Larche.

## Demografía
| 684 | 645 | 734 | 812 | 918 | 1155 | 1322 | 1418 | 1664 |
| Para los censos de 1962 a 1999 la población legal corresponde a la población sin duplicidades (Fuente: INSEE [Consultar]) |     |     |     |     |      |      |      |      |